# 科赫德斯河

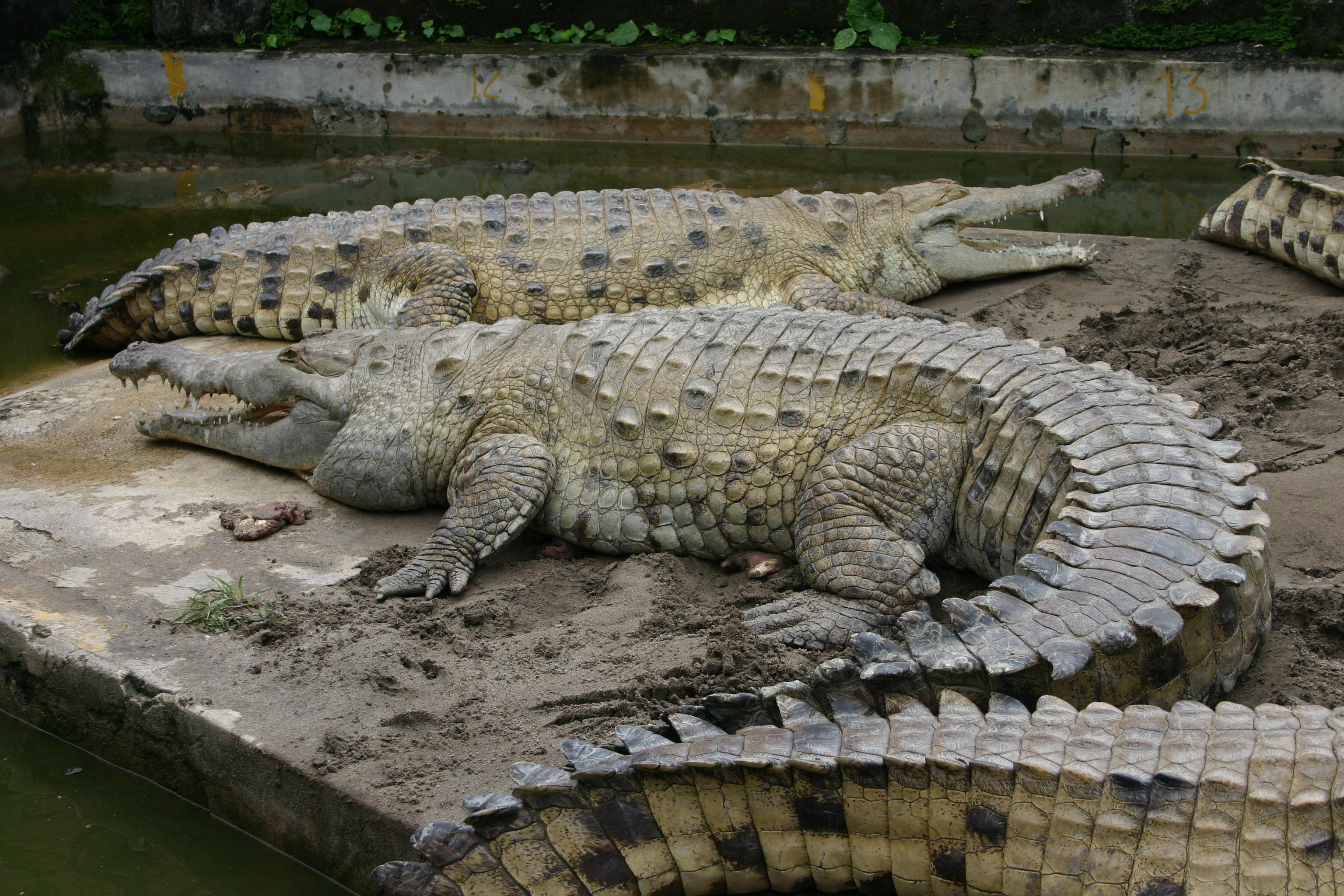
科赫德斯河上的奧利諾科鱷

科赫德斯河（西班牙語：Río Cojedes）是委內瑞拉的河流，位於該國中部，屬於奧里諾科河的支流，發源自拉臘州，最終注入阿普雷河，是奧利諾科鱷的棲息地。